# Associazione Sportiva Dilettantistica Hockey Thiene
La Associazione Sportiva Dilettantistica Hockey Thiene, también conocida como A.S.D. Hockey Thiene o simplemente Hockey Thiene, es un club de hockey sobre patines de la localidad italiana de Thiene, en la región del Véneto. Fue fundado en el año 1957 bajo el nombre de Hockey Robur. Actualmente milita en la Serie A2 italiana.
En su palmarés destacan 3 copas de Italia (2 en Serie C, 1 en Serie A2) y 2 copas de la liga (Serie A2).
A nivel europeo destaca el subcampeonato de la Copa de la CERS de la temporada 1992/93, en la que cayó derrotado por el Hockey Novara.
En 2017 el Comité Olímpico Nacional Italiano (CONI) condecoró al club con la Estrella de Bronce al Mérito Deportivo por sus 60 años de actividad deportiva.

## Palmarés
Campeonatos nacionales:
- 2 Copas de Italia (Serie C): 1972, 1976
- 2 Copas de la Liga A2: 2004, 2009
- 1 Copa de Italia (Serie A2): 2015

## Plantilla 2018-2019
| - (3) Andrea Brendolin - (4) Andrea Delle Carbonare - (6) Pietro Luotti - (7) Enrico Sperotto - (8) Davide Piroli |  | - (10) Alberto Dalla Vecchia - (11) Giorgio Casarotto - (17) Marco Ardit - (28) Davide Pertegato - (55) Jesus Sola Torres |